# Arnold Abelinti
Arnold Abelinti (Kourou, Guayana Francesa, 9 de septiembre de 1991) es un futbolista profesional francés de origen francoguyanés que juega como delantero en el club Sologne Olympique Romorantin de la Championnat National 2 de Francia. Es internacional con la selección nacional de la Guayana Francesa.

## Clubes
Comenzando su carrera en el USM Olivet, con sede en Loiret, Abelinti fue visto por el US Orléans, entonces Championnat National, y pasó dos temporadas con el equipo 'B' del club, anotando la impresionante cantidad de 16 goles en 30 apariciones.
Se fue en 2013, sintiéndose traicionado por el club de Orléans y se mudó al Saint-Pryvé Saint-Hilaire del Championnat National 3. Allí estuvo dos etapas, anotando un total de 29 goles en 48 partidos, con un año en el Limoges FC entre ellos.
Regresó a la Championnat National 2 en 2016, firmando con JA Drancy en julio.
El 19 de junio de 2019, Abelinti se incorporó a SO Romorantin.

## Selección nacional
Abelinti hizo su debut en junio de 2016, anotando el segundo gol de una victoria por 3-0 contraBermudas. En su segundo partido, contra San Cristóbal y Nieves, marcó el único gol del partido.

## Estadísticas

### Selección nacional
| Selección        | Año   | Partidos | Goles |
| ---------------- | ----- | -------- | ----- |
| Guayana Francesa | 2016  | 3        | 2     |
| Guayana Francesa | 2017  | 5        | 1     |
| Guayana Francesa | 2018  | 2        | 0     |
| Guayana Francesa | 2019  | 1        | 0     |
| Guayana Francesa | 2021  | 1        | 1     |
| Total            | Total | 12       | 4     |

#### Goles internacionales
Las puntuaciones y los resultados enumeran el recuento de goles de la Guayana Francesa en primer lugar.
| N.º | Fecha                | Sede                                                               | Adversario             | Gol  | Resultado | Competencia                          |
| --- | -------------------- | ------------------------------------------------------------------ | ---------------------- | ---- | --------- | ------------------------------------ |
| 1.  | 19 de junio de 2016  | Stade Municipal Dr. Edmard Lama, Remire-Montjoly, Guayana Francesa | Bermudas               | 2 –0 | 3-0       | Clasificación Copa del Caribe 2017   |
| 2.  | 8 de octubre de 2016 | Stade Municipal Dr. Edmard Lama, Remire-Montjoly, Guayana Francesa | San Cristóbal y Nieves | 1 –0 | 1-0       | Clasificación Copa del Caribe 2017   |
| 3.  | 17 de junio de 2017  | Stade Municipal Dr. Edmard Lama, Remire-Montjoly, Guayana Francesa | Barbados               | 3 –0 | 3-0       | Amistoso                             |
| 4.  | 6 de julio de 2021   | Estadio DRV PNK, Fort Lauderdale, Estados Unidos                   | Trinidad y Tobago      | 1 –1 | 1-1       | Clasificación Copa Oro CONCACAF 2021 |